# Thomas Vollnhofer
Thomas Vollnhofer, né le 2 septembre 1984 à Oberpullendorf, est un footballeur autrichien. Il évolue au SKN Sankt Pölten au poste de gardien de but.